# Torta del Casar
La torta del Casar es un queso con denominación de origen protegida que se elabora al norte de la sierra de San Pedro de la provincia de Cáceres en España.
Su denominación de origen protegida es de ámbito europeo y está regulada por el Reglamento (CE) 1491/2003 de la Comisión Europea y modificada por el Reglamento de ejecución (U.E.) 2015/2196 de la Comisión.

## Zona geográfica
Aunque muchas personas creen que este queso solo se fabrica en Casar de Cáceres (Cáceres), la zona geográfica que comprende la elaboración de la Torta del Casar engloba 36 términos municipales dentro de las comarcas cacereñas de los Llanos de Cáceres, Sierra de Fuentes y Montánchez, ocupando así 400 000 hectáreas.
Es una zona que queda al norte de la sierra de San Pedro, límite con la provincia de Badajoz, los ríos Almonte al este y Tajo al norte. Es una planicie esteparia surcada de noroeste a sudeste por la sierra de Fuentes, de suelos arenosos, de poca fertilidad y escaso espesor con frecuentes afloramientos rocosos. El clima es continental, con veranos largos y calurosos, inviernos suaves y cortos y unas precipitaciones de 300-500 L/m² al año. La flora está fundamentalmente constituida por plantas herbáceas de gran valor nutritivo, pero escaso desarrollo, existiendo también restos de vegetación arbustiva y arbórea dominada por el género Quercus.

## Historia
Toda esta zona geográfica ha sido siempre de trashumancia y pastoreo, regulándose las cañadas como caminos de obligado uso para rebaños según las normas del Concejo de la Mesta, aprobadas en 1273. Un Privilegio Real del rey Sancho IV otorgó a la aldea del Casar una tierra a su alrededor para que el ganado pudiera pastar allí libremente (1291), época en la que este queso sirvió incluso como forma de pago. En 1791 se menciona el queso de oveja del Casar de Cáceres en los Interrogatorios de la Real Audiencia, siendo la primera documentación de este queso.

## Elaboración
Se elabora con leche cruda de oveja entrefina. Se cuaja con cardo silvestre (Cynara cardunculus) entre 28 y 32 °C y durante un tiempo de 50 a 80 minutos, lo que consigue que se mantenga en su interior una crema casi líquida que es la principal característica de este queso.
Después de cuajar la leche se corta hasta tener granos de tamaño fino, tipo grano de arroz. Luego se mete la cuajada en moldes cilíndricos y se prensa durante 3-8 h . La salazón puede ser húmeda o seca, utilizándose exclusivamente cloruro de sodio. Luego se deja madurar durante, al menos, 60 días, en condiciones de 4 a 12 °C de temperatura y entre un 75 y un 90 % de humedad relativa.
En las etiquetas, contraetiquetas y otros sistemas destinados a identificar los productos amparados deberán destacar el nombre y logotipo de la denominación de origen protegida «Torta del Casar», así como todas aquellas indicaciones que estipule la legislación vigente en la materia.

## Características
La Torta del Casar tiene forma cilíndrica, con caras sensiblemente planas y superficie perimetral plano–convexa y aristas redondeadas. Su diámetro mínimo es de 7 cm con una relación entre altura y diámetro máximo de un 50 %. Se pueden hacer en tres tamaños:
- Grande, de 801–1100 g
- Mediano, de 501–800 g
- Pequeño, de 200–500 g
En cuanto a las características organolépticas, ha de señalarse que tiene una corteza semidura, con color entre amarillo y ocre. La pasta va de blanda a untable, de color blanco a amarillento, de corte cerrado, pero blando y untuoso, pudiendo presentar pequeños ojos repartidos en el corte.
La textura, cualidad fundamental y diferencial de este queso, presenta cremosidad moderada o alta, carácter graso, fundente, y granulosidad suave o nula. Su olor es de intensidad media o baja de la familia láctica y/o vegetal, y el sabor es intenso, poco salado, apenas ácido, y con un suave amargor motivado por el uso del cuajo vegetal.

## Cómo consumir y conservar
Para consumirla comúnmente se le rebana la corteza superior (que a la postre servirá de tapa) y se unta la crema de su interior en pan.
Es preferible no guardarla en el frigorífico; una despensa o armario no muy cálido es el lugar idóneo para disfrutar de la Torta del Casar. Pero si no es posible, se guarda en la nevera y se saca un rato antes de la hora prevista de su consumo para que tome temperatura.
También se puede elaborar una torta de carne con los restos del queso ya terminado, introduciendo carne picada frita y cebolla frita en el interior. Una vez hecho esto, se introduce en el horno a 200 °C entre 10 y 15 min.